# Pakra
Pakra este un râu din vestul Slavoniei și din centrul Croației, un afluent de stâng al râului Ilova⁠(d). Are aproximativ 72 de kilometri lungime.
Pakra izvorăște în sudul Ravna Gora, la nord de satul Bučje⁠(d). Curge spre vest și trece prin Pakrac, unde printr-o curbă spre sud se duce prin Lipik. Pakra continuă spre vest și trece de Banova Jaruga⁠(d). Se varsă spre sud-vest în Ilova⁠(d).
Câțiva afluenți care se alătură râului sunt: Braneška rijeka, Kopanjica, Sivornica, Rakovac, Brusnica și Bijela.